# 24 Aquarii
24 Aquarii, som är stjärnans Flamsteed-beteckning, är en trippelstjärna belägen i den norra delen av stjärnbilden Vattumannen. Den har en kombinerad skenbar magnitud på 6,66  och är mycket svagt synlig för blotta ögat där ljusföroreningar ej förekommer. Baserat på parallaxmätning inom Hipparcosuppdraget på ca 25,1 mas, beräknas den befinna sig på ett avstånd på ca 130 ljusår (ca 40 parsek) från solen. Den rör sig närmare solen med en heliocentrisk radiell hastighet på ca -16 km/s.

## Egenskaper
Primärstjärnan 24 Aquarii A är en gul till vit jättestjärna och spektroskopisk dubbelstjärna av spektralklass F7 III. En annan studie ger den spektraltyp F i huvudserien. Den synliga enheten 24 Aquarii Aa har en massa som är ca 1,3 gånger större än solens massa, en radie, som är ca 1,4 gånger större än solens och utsänder från dess fotosfär ca 2,9 gånger mera energi än solen vid en effektiv temperatur av ca 6 200 K.
Den synliga följeslagaren 24 Aquarii B är en gul stjärna i huvudserien av spektralklass F9 V med en omloppsperiod på 48,65 år och en stor excentricitet på 0,868.